# جائزة غرامي لأفضل ألبوم بوب صوتي تقليدي
جائزى غرامي لأفضل ألبوم بوب صوتي تقليدي (Grammy awrd for Best Tradional Pop Vocal Album) هي جائزة تقدم في حفل توزيع جوائز الغرامي ،خاصة بمجال البوب.تم العمل بها منذ سنة 1958.